# Current 93
Current 93 este o formație britanică de muzică experimentală,  specializată pe genul folk. A fost fondată în anul 1982 de către David Tibet.